# Municipio de Matamoros (Chihuahua)
Matamoros  es uno de los 67 municipios en que se divide el estado mexicano de Chihuahua. Su cabecera es Villa Matamoros.

## Geografía
Matamoros se encuentra en el extremo sur del territorio del estado de Chihuahua, sus límites son al norte con el municipio de Hidalgo del Parral, al noreste con el municipio de Allende, al este con el municipio de Coronado y al oeste con el de Santa Bárbara; al sur limita con el estado de Durango en particular con el municipio de Ocampo. Su extensión territorial es de 1,139.50 km² que representan un 5% de la superficie de Chihuahua, se encuentra a 1,675 metros sobre el nivel del mar y en las coordenadas 26° 46' y 105° 35'.

### Orografía e hidrografía
El territorio municipal es más bien montañoso, sobre todo en su extremo oeste donde se encuentran las sierras de Santa Bárbara, el Fraile, Roncesvalles y el Tecuán, estas serranías descienden en medida que se avanza hacia el este.
Las dos principales corrientes que atraviesan el municipio de Matamoros son el río Concepción que nace en el territorio y continúa hacia Allende, y el río Valle de Allende que proviene del vecino Santa Bárbara y continúa igualmente hacia Allende, ambos ríos son tributarios del río Florido y por tanto también del río Conchos. Hidrológicamente todo el territorio de Matamoros pertenece a la Cuenca del Río Florido y a la Región hidrológica Bravo-Conchos.

### Clima y ecosistemas
El clima que se registra en el municipio se encuentra clasificado como Semiseco templado, la temperatura media anual que se registra en la mayor parte del territorio fluctúa entre los 16 y los 18 °C, a excepción de un pequeño sector del oeste, la zona más elevada, en donde es entre 14 y 16 °C; la precipitación promedio anual es de 400 a 500 mm, únicamente diferenciada en la misma zona elevada del oeste en donde es de 500 a 600 mm.
La gran mayoría del municipio se encuentra cubierto por pastizales aprovechados en la cría de ganado, en esta zona las principales especies vegetales son cactáceas, yuca, agave, mezquite, huizache y peyote; sin embargo en la zona montañosa del oeste se localiza una zona boscosa, en donde abundan coníferas, pináceas y encino. Las principales especies de fauna que habitan en Matamoros son venado cola blanca, conejo, liebre, paloma güilota y alas blancas, puma, gato montés y coyote, típicas todas ellas del estado de Chihuahua.

## Demografía
Según el Conteo de Población y Vivienda de 2005 realizado por el Instituto Nacional de Estadística y Geografía, la población del municipio de Matamoros es de 4,304 habitantes, de los cuales 2,188 son hombres y 2,116 son mujeres.

### Localidades
En el censo de 2020 el municipio de Matamoros contaba con 58 localidades.
| Código INEGI      | Localidad         | Población (2020) |
| ----------------- | ----------------- | ---------------- |
| 080440001         | Villa Matamoros   | 2 694            |
| Otras localidades | Otras localidades | 1 620            |
| Total municipal   | Total municipal   | 4 314            |

## Política
El municipio de Matamoros fue creado como tal por decreto del Congreso de Chihuahua el 31 de julio de 1874 separándolo del de Allende y con el nombre de San Isidro de las Cuevas, pues esa era el nombre entonces de su cabecera, la actual Villa Matamoros, el 7 de mayo de 1932 se le modifica su nombre al actual; el 18 de julio de 1931 se le suprimió como municipio al considerar que no reunía los requisitos legales para serlo y se le incorporó al de Hidalgo del Parral, sin embargo el 7 de mayo de 1932 fue restituido como tal, al considerarse demostrado su viabilidades como ayuntamiento.
El gobierno municipal le corresponde al ayuntamiento el cual está conformado por un Presidente Municipal, un síndico y un cabildo integrado por ocho regidores, cinco de ellos electos por mayoría relativa y tres por el principio de representación proporcional, el ayuntamiento permanece en su encargo un periodo de tres años comenzando a ejercer sus funciones el día 10 de octubre del año de su elección, con la nueva reforma electoral la figura del alcalde se puede reelegir hasta por dos períodos consecutivos al igual que la sindicatura y el cuerpo de regidores; la elección del Presidente Municipal y los regidores se realiza mediante una planilla única, mientras que el Síndico es electo de manera separada.
Actualmente el presidente es el Lic. Jesús Enrique Peña Vázquez, emanado del PAN y electo para el periodo 2021-2024.

### Representación legislativa
Para la elección de Diputados locales y federales el municipio de Matamoros se encuentra integrado de la siguiente manera:
Local:
- Distrito electoral local 21 de Chihuahua con cabecera en Hidalgo del Parral.

Federal:
- IX Distrito Electoral Federal de Chihuahua con cabecera en la ciudad de Parral.[15]